# Niceta Chalkoutzes
Niceta Chalkoutzes (in greco Νικήτας Χαλκούτζης?; fl. X secolo) è stato un generale e diplomatico bizantino ed un patrikios, il primo membro documentato della famiglia Chalkoutzes, noto soprattutto per aver riconquistato Cipro dagli arabi nel 965.

## Biografia
È il primo membro documentato della famiglia Chalkoutzes o Chalkoutses, i cui membri sono menzionati sporadicamente fino al XIII secolo. È menzionato per la prima volta da Scilitze e Cedreno nel 956, quando guidò un'ambasciata alla corte dell'emiro hamdanide di Aleppo, Sayf al-Dawla, che all'epoca era impegnato in aspre lotte con i Bizantini. Secondo i cronisti bizantini, Sayf portò Chalkoutzes con sé in un'incursione in territorio bizantino, ma Chalkoutzes corruppe le sue guardie e riuscì a fuggire con i suoi servi durante un'imboscata tesa alle forze di Sayf da Leone Foca il Giovane in un burrone.
A Chalkoutzes viene poi attribuito da Cedreno la riconquista di Cipro; l'isola era un condominio bizantino-arabo stabilizzato dalla fine del VII secolo, e la sua piena annessione all'Impero bizantino. L'evento è trattato solo brevemente e le fonti non forniscono alcun dettaglio, mentre la sua datazione è comunemente collocata nella seconda metà del 965, ma potrebbe essere leggermente precedente, forse addirittura a metà del 964. Chalkoutzes fu probabilmente il primo governatore bizantino (strategos) dell'isola dopo tale data.